# ハニカム (シリアル)
ハニカムは、蜂の巣をイメージしたオーストラリアやイギリスなどで知られている砂糖菓子。
見た目は蜂の巣（ハニーコム）に似ており、サクサクとした食感が楽しめる。
1850年創業のメンツは、長年に渡りハニーコムなどのチョコレート菓子を提供し、オーストラリアの人々に親しまれているブランド。